# Nadbiskupska kapelica u Raveni
Nadbiskupska kapelica (talijanski: Capella Arcivescovile) je vrlo važan ranokršćanski spomenik u talijanskom gradu Ravenni. Ona je najmanja od osam spomenika upisanih na UNESCO-ov popis mjesta svjetske baštine u Europi 1996. godine pod imenom: "Ranokršćanski spomenici i mozaici u Ravenni" kao "jedini ranokršćanski oratorij koji je preživio do danas". 
Ova mala kapela u obliku grčkog križa je zapravo oratorij biskupa nicejskog vjerovanja, izgrađena na koncu 5. stoljeća. Iako se pripisivala sv. Petru Krizologu, biskupu Ravene od 433. – 450. god., ona je vjerojatnije djelo biskupa Petra II. koji je postao biskupom 495. godine, kada je vladao ostrogotski kralj Teodorik I.
Kapela je danas posvećena sv. Andriji, iako je izvorno bila posvećena Kristu Spasitelju, o čemu svjedoče mozaici mozaici u luneti iznad trijema gdje je prikazan Krist kao pobjedonosni rimski ratnik s križem preko ramena kako gazi zvijeri, lava i zmiju, dok u lijevoj ruci drži otvorenu knjigu u kojoj se ističu Kristovi epiteti na latinskom (ikonografija snažnog protu-arijanskog simbolizma). Donji dijelovi zgrade su obloženi šarenim mramorom, koji je sačuvan na svodu dok je ostale dijelove preslikao renesansni slikar Luca Longhi u 16. st.

## Vanjske poveznice
- ICOMOS evaluation of the property

### Ostali projekti
|  | Zajednički poslužitelj ima još gradiva o temi Nadbiskupska kapelica u Raveni |